# Euplectella gibbsa
Euplectella gibbsa är en svampdjursart som beskrevs av Konstantin R. Tabachnick och Collins 2008. Euplectella gibbsa ingår i släktet Euplectella och familjen Euplectellidae. Inga underarter finns listade i Catalogue of Life.